# Charles-Louis-Ferdinand Dutert
Charles-Louis-Ferdinand Dutert, född 21 oktober 1845, död 12 februari 1906, var en fransk arkitekt.
Dutert studerade vid École des Beaux-Arts i Paris och vann Prix de Rome 1869. Han är mest känd för att tillsammans med ingenjörerna Contamin, Pierron och Charton ha utformat Galerie des Machines till världsutställningen i Paris 1889, en av de mest uppmärksammade tidiga stålkonstruktionerna. Han arbetade också med Musée d’Histoire Naturelle i Paris till vilket han ritade en utställningshall för paleontologi på 1890-talet.